# ニャシンベ・エヤデマ
ニャシンベ・エヤデマ（フランス語: Gnassingbé Eyadema, 1935年12月26日 - 2005年2月5日）は、トーゴの政治家、軍人。
トーゴ共和国の第3代大統領で大統領在職期間は38年間におよび、アフリカ最長の国家元首だった。西アフリカ諸国経済共同体初代議長。
当初の名前はエティエン・エヤデマ・ニャシンベ（Étienne Eyadéma Gnassingbé）で、後にニャシンベ・エヤデマに改めた。

## 概要
公式には1935年12月26日生まれとされる。Comi M. Toulaborによると、公式出生日は「空想の産物」であり、「彼は1930年ごろ生まれたと言った方が正確だろう」という。出生地は、カラ州Kozah県のPya村である。彼の母は、後にママン・ンダニダ（Maman N’DanidaまたはMaman N’Danidaha）と呼ばれる。
1953年 - 1961年はフランス外人部隊に参加し、インドシナ戦争やアルジェリア独立戦争などに従軍。1963年1月7日、シルバヌス・オリンピオ初代大統領打倒クーデターに参加。当時シルバヌス・オリンピオ大統領によって追放され、亡命中だったニコラ・グルニツキーを帰国させて大統領に就任させた。1965年、軍参謀長に就任。1966年、クーデターから3年の間にグルニツキーは国民の支持を失い、トーゴ南部人を中心とする「統一トーゴ党」による大規模デモが勃発。指導者ノエ・クツクルイの掲げるオリンピオ大統領殺害に関する訴追を恐れたエヤデマは、軍を動員してこれを弾圧した。
1967年1月7日、二度目となるクーデターでニコラ・グルニツキー第2代大統領を追放し、無血クーデターに成功。クレベール・ダジョの暫定政権を経て、4月に大統領就任。
憲法を停止し、議会を解散させたエヤデマは南北出身者のバランスを考慮した内閣を発足させて安定させ、さらにトーゴ人民連合を設立して一党独裁制を敷き、政治的安定を国民に印象付ける事に邁進する。大規模な抑圧姿勢を見せぬ一方、陰謀を駆使して巧妙に政敵を排除し、トーゴの内政を警察国家的手法を駆使して安定させる。
1972年、ナイジェリアのヤクブ・ゴウォンとの会談で西アフリカ諸国経済共同体の設立を推し進め、1977年に初代議長に就任する。
1979年12月30日、大統領選挙で99.97%の支持を得て大統領に就任。議会を発足させ、表面的には民主体制へ軟着陸した。

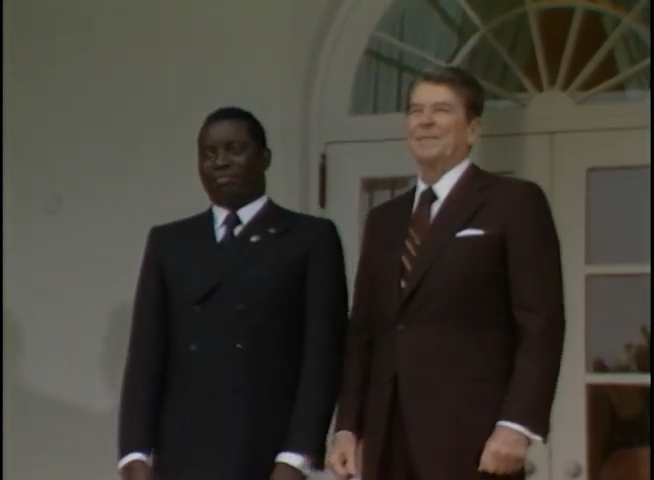
ニャシンベ・エヤデマ（左）とロナルド・レーガン（右）

1991年、民主化運動の高まりに対しエヤデマは譲歩を余儀なくされ、国民会議の開催を認めた。国民会議は民主化移行政府を発足したものの、内部対立を繰り返し、軍を握るエヤデマはその隙を突いて勢力を回復させ、1993年の大統領選挙で再選された。
2002年には憲法の三選禁止条項を撤廃させ、政敵ジルクリスト・オリンピオの大統領立候補資格を剥奪。再び独裁者となった。2003年からは中国の援助で新たな大統領府を建設し始めた。

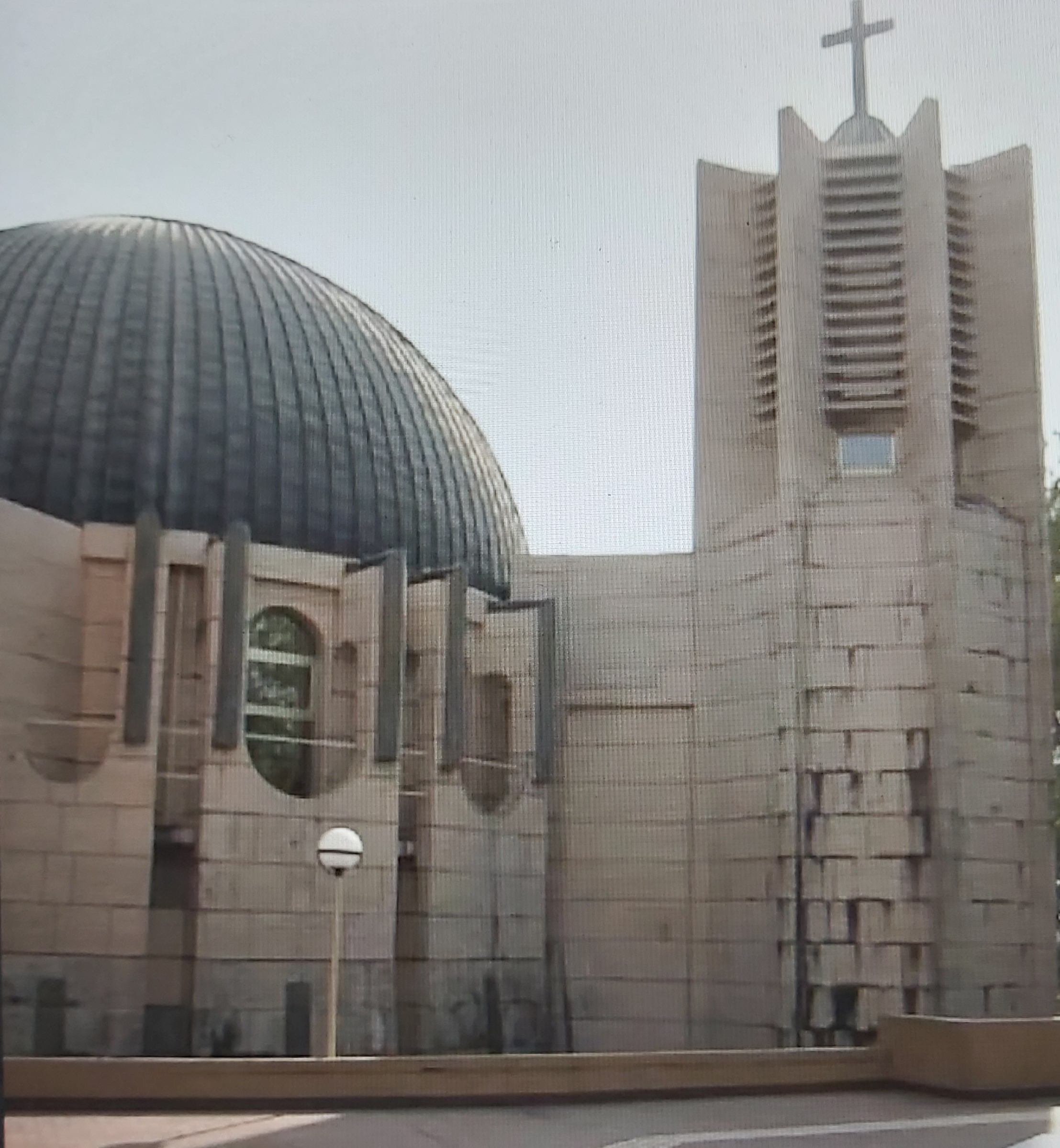
ニャシンベ・エヤデマ廟

2005年2月5日、療養のためフランスに向かう途中、飛行機の中で死去した。後継には息子のフォール・ニャシンベ設備・鉱業・電気通信相が就任し、トーゴ史上初の権力世襲だった。